# Espérance du 5ème Arrondissement
Espérance du 5ème Arrondissement is een Centraal-Afrikaanse voetbalclub uit de hoofdstad Bangui. De club komt in de Première Division, de hoogste voetbaldivisie van het land.